# Husie och Södra Sallerups församling
Husie och Södra Sallerups församling var en församling i Malmö Norra kontrakt i Lunds stift. Församlingen låg i Malmö kommun i Skåne län och utgjorde ett eget pastorat. Församlingen uppgick 2014 i en återbildad och utökad Husie församling.

## Administrativ historik
Församlingen bildades år 2002 genom sammanläggning av Husie och Södra Sallerups församlingar och utgjorde därefter till 2014 ett eget pastorat. Församlingen uppgick 2014 i en återbildad och utökad Husie församling.

## Kyrkor
- Husie kyrka
- Södra Sallerups kyrka

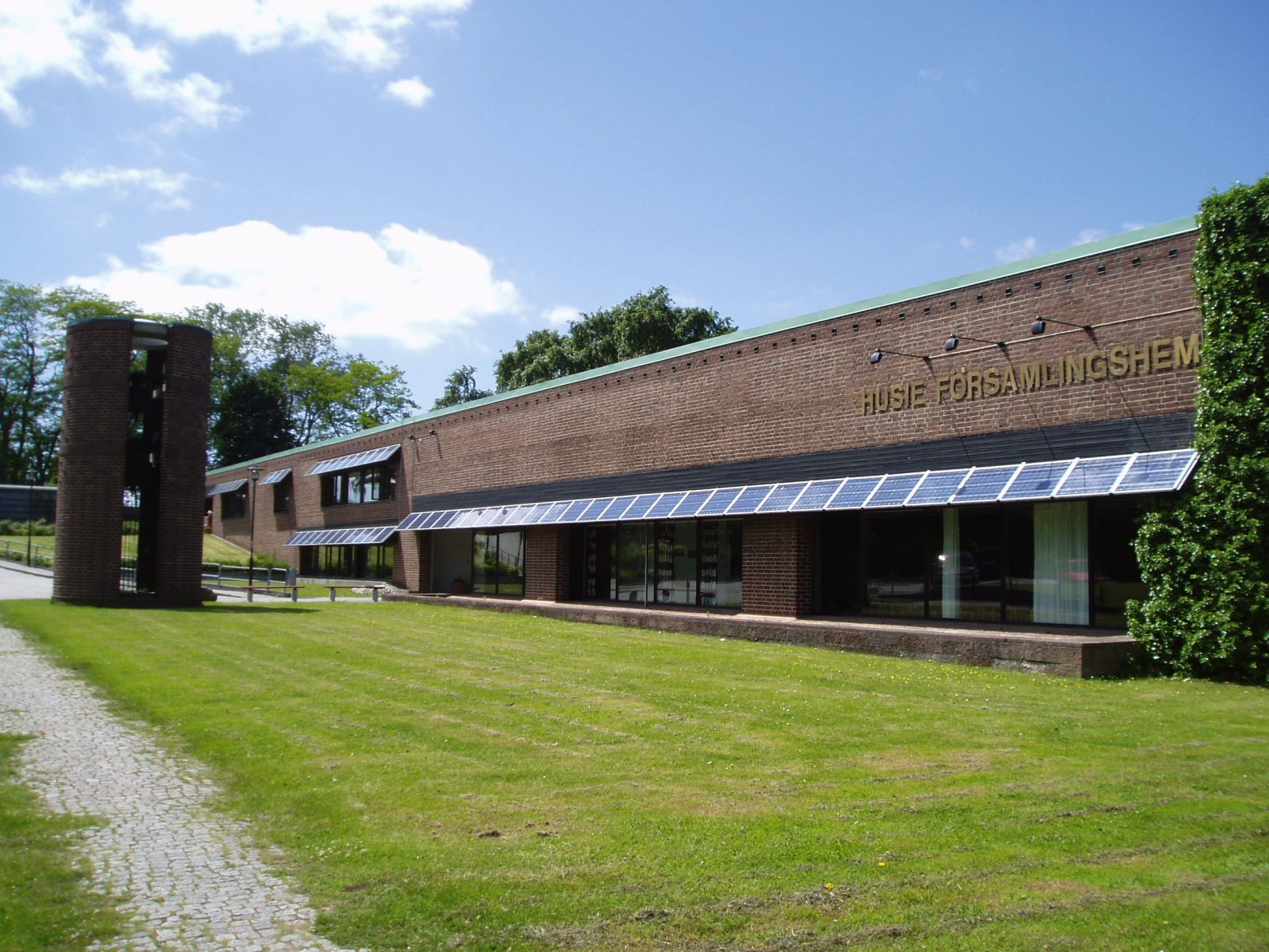
Husie församlingshem
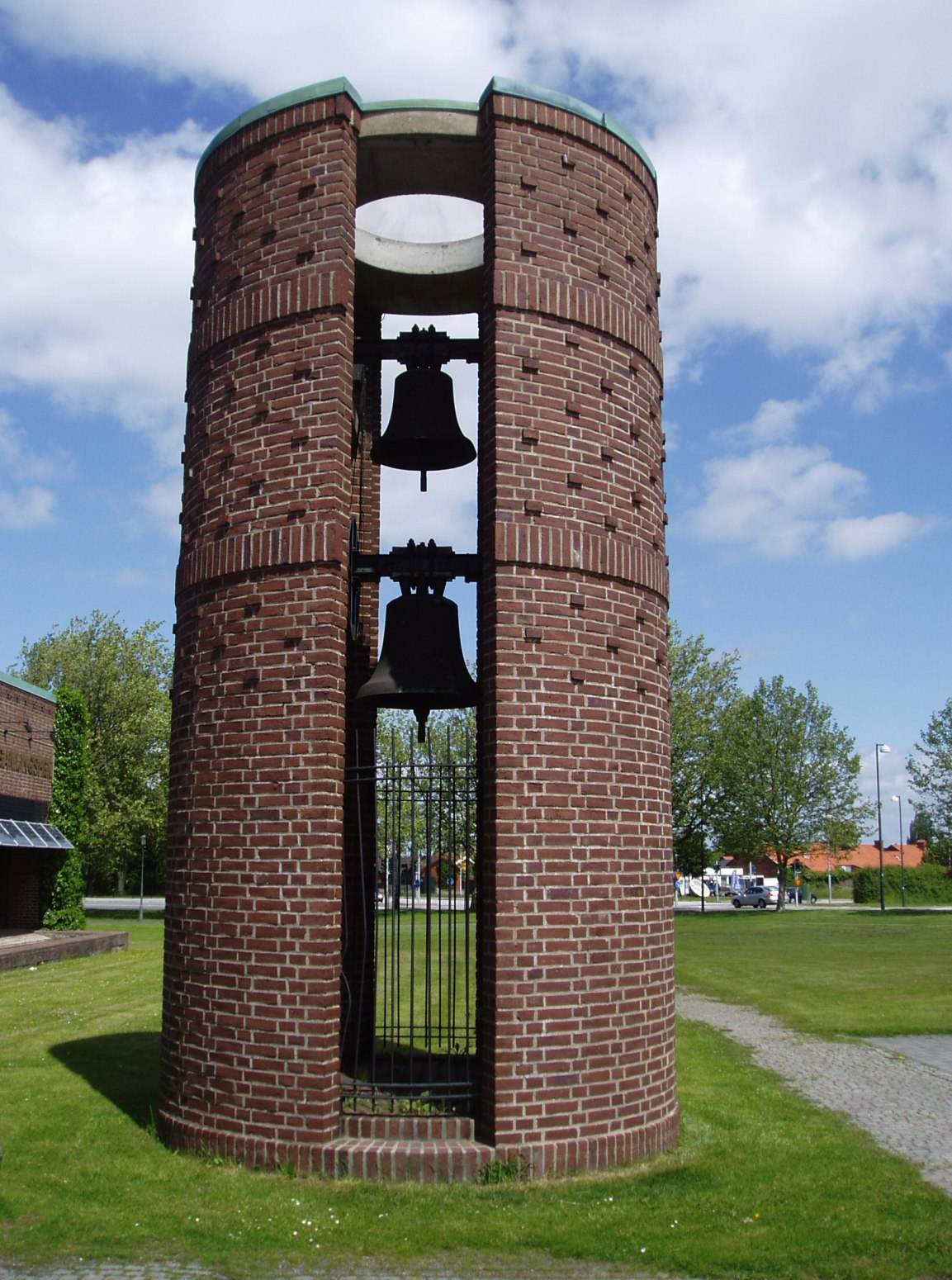
Klockstapeln bredvid församlingshemmet